# Нічний винищувач

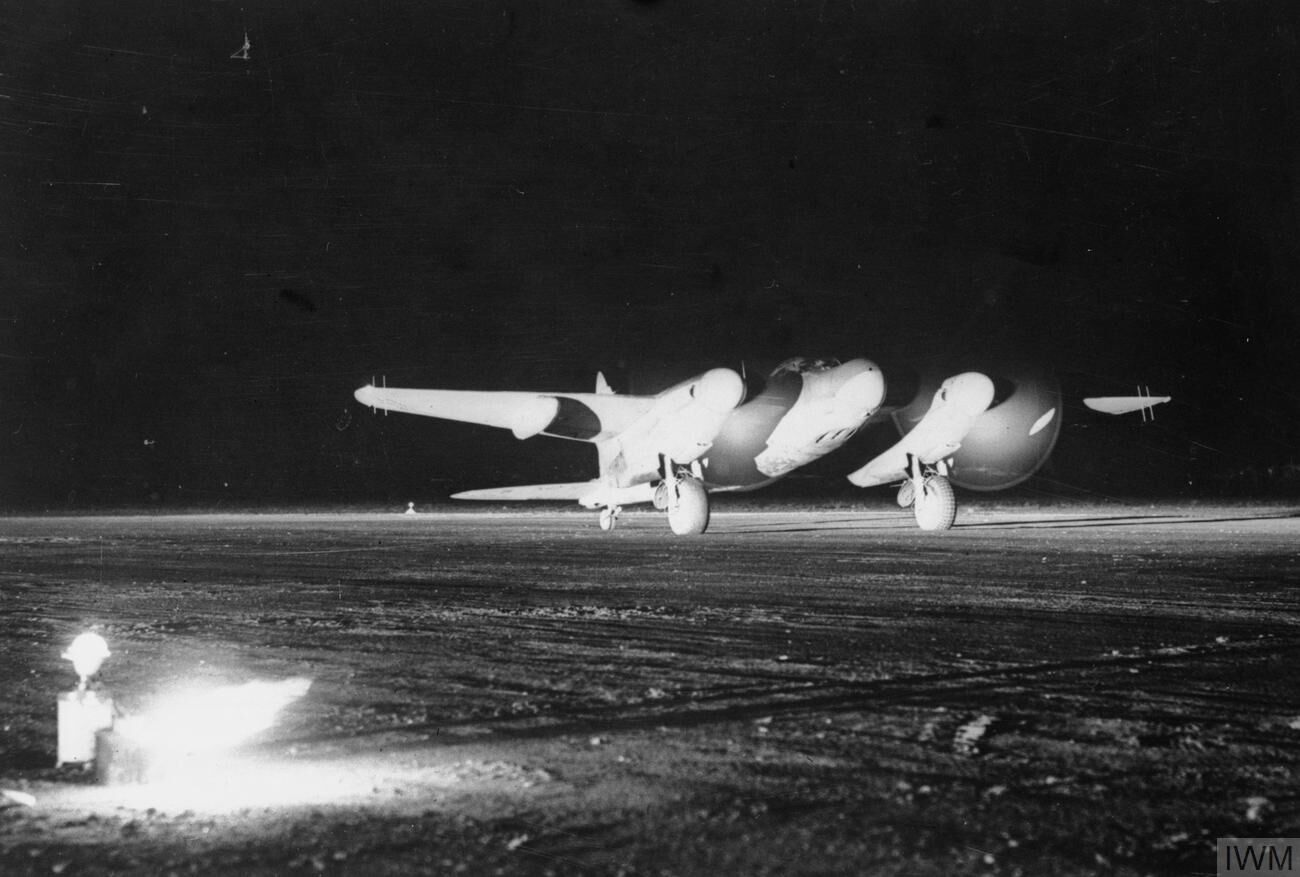
Нічний винищувач «Москіто» NF 36/38 256-ї авіаційної ескадрильї Королівських ВПС перед вильотом з аеродрому поблизу італійського міста Фоджа. 6 листопада 1944

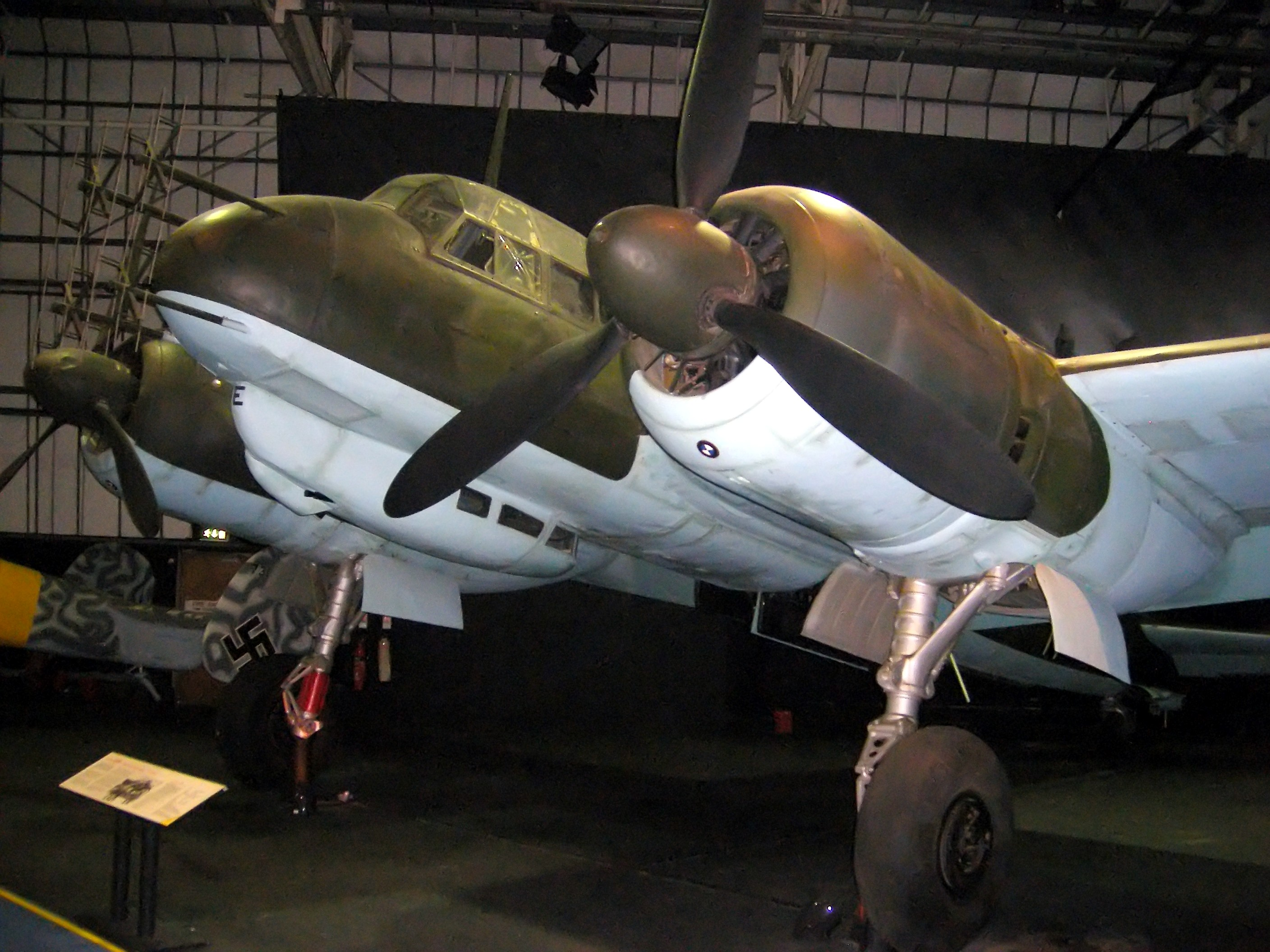
Німецький нічний винищувач Ju 88 R-1, оснащений радаром FuG 202 Lichtenstein B/C в британському музеї.

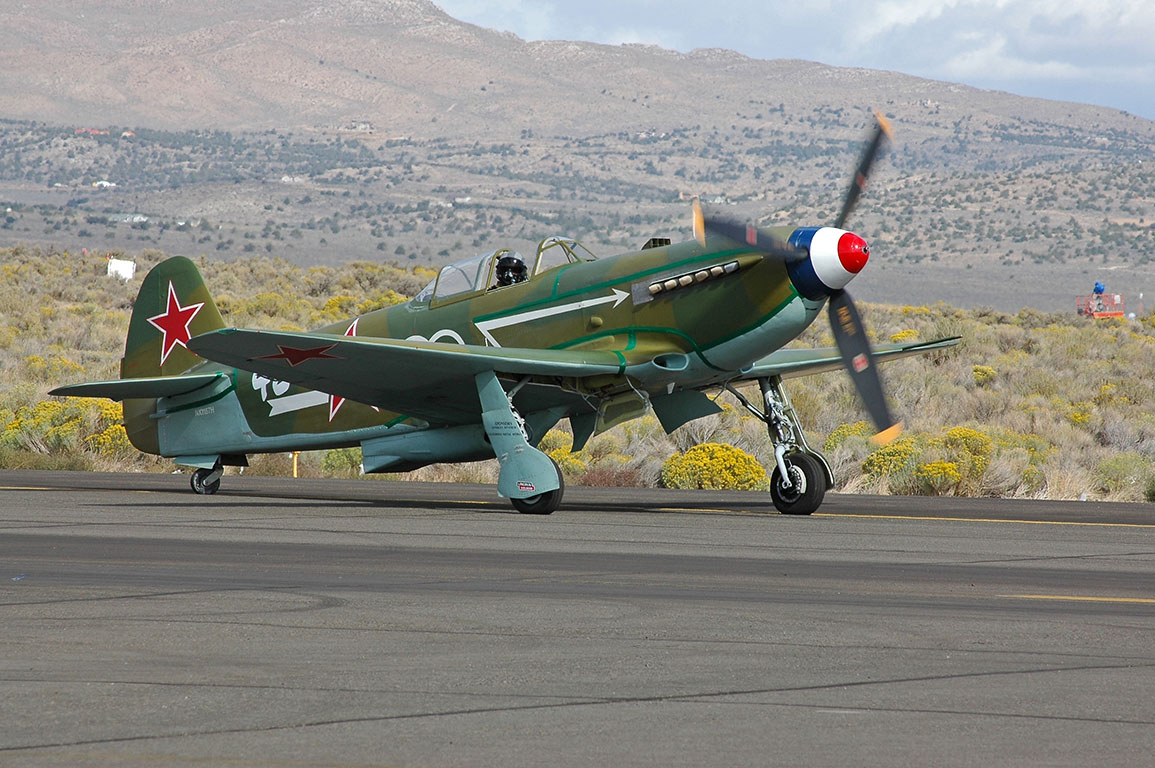
Сучасна реконструкція радянського нічного винищувача Як-9УМ. 18 вересня 2004.

Нічний винищувач — спеціалізований винищувач, оснащений відповідними засобами й приладами пілотування, спостереження, розвідки та ведення повітряного бою, що призначений для перехоплення і знищення повітряних цілей вночі або в інших обмежених умовах видимості. Нічні винищувачі увійшли в ужиток за часів Першої світової війни й набули широкого застосування під час Другої світової. У післявоєнний час мали назву всепогодний винищувач або всепогодний перехоплювач.
Основним способом ведення бойових дій нічного винищувача є нічний повітряний бій.

## Нічні винищувачі часів Першої світової війни
- Royal Aircraft Factory B.E.2 нічний винищувач
- Sopwith Camel «Comic» нічний винищувач
- Sopwith 1½ Strutter нічний винищувач
- Supermarine Nighthawk

## Нічні винищувачі часів Другої світової війни

### Третій Рейх
- Dornier Do 217J/N
- Focke-Wulf Ta 154
- Heinkel He 219
- Dornier Do 335 Pfeil
- Ar 234B-2/N Nachtigal
- Junkers Ju 88C/G
- Messerschmitt Bf 110F-4/G-4
- Messerschmitt Me 262

### Королівство Італія
- Fiat CR.42CN
- CANT Z.1018/CN «Leone»
- Caproni-Vizzola F-5/CN
- Reggiane Re.2001CN Serie I, II, III «Falco»

### Японська імперія
- Aichi S1A Denko
- Kawasaki Ki-45
- Mitsubishi Ki-46-III KAI
- Mitsubishi Ki-109
- Nakajima C6N1-S
- Nakajima J1N1-S
- Yokosuka D4Y2-S
- Yokosuka P1Y1-S

### Угорське королівство/Румунське королівство
- FIAT CR.42 «Falco»
- MÁVAG Héja
- Messerschmitt Bf 109F
- Messerschmitt Bf 110G-4d
- Messerschmitt Me 210Ca-1/N

### СРСР
- МіГ-3
- Пе-3біс
- Як-9M ППО

### Велика Британія
- Douglas Havoc (виробництво США)
- Douglas Havoc (Turbinlite), оснащений прожектором «Turbinlite» (виробництво США)
- Boulton Paul Defiant Mk II
- Bristol Beaufighter
- Bristol Blenheim Mk IF
- de Havilland Mosquito серії NF
- Fairey Firefly NF Mk 5

### США
- Douglas P-70
- Bristol Beaufighter (виробництво Великої Британії)
- Grumman F6F-3E/F6F-3N/F6F-5N Hellcat
- Lockheed P-38M «Night Lightning»
- Northrop P-61 Black Widow
- Vought F4U-2/F4U-4E/F4U-4N Corsair

### Франція
- Mureaux 114/CN2
- Morane-Saulnier M.S. 408/CN
- Potez 631 C3/N